# Juha Lind
Juha Petteri Lind (* 2. ledna 1974, Helsinky) je bývalý finský lední hokejista, křídelní útočník. S finskou reprezentací získal bronzovou medaili na olympijských hrách v Naganu roku 1998. Má rovněž dvě stříbrné medaile z mistrovství světa (1999, 2001). Ze světového šampionátu 2000 má bronz. Zúčastnil se též MS 1997 (5. místo), MS 2002 (4. místo) a olympijského turnaje v Salt Lake City roku 2002 (6. místo). Finskou nejvyšší soutěž hrál za Jokerit Helsinky. Třikrát se s ním stal mistrem Finska (1994, 1996, 1997). Tři sezóny strávil též ve švédské nejvyšší soutěži, v dresu Södertälje SK. Dva roky hrál rakouskou ligu za EC Red Bull Salzburg. Roku 2007 se stal se Salzburgem mistrem Rakouska. Tři sezóny zkoušel štěstí v zámoří, v NHL nastoupil za Dallas Stars a Montreal Canadiens, s celkovou bilancí 133 utkání, 22 kanadských bodů, 9 branek v základní části a 15 zápasů, 4 body a 2 góly ve Stanleyově poháru. V červenci 2010 oznámil, že končí svou kariéru. Od roku 2011 pracuje jako komentátor pro finského rozhlasového a televizního vysílatele Yle. V roce 2013 byl uveden do Finské hokejové síně slávy.